# Игнатий Ломский

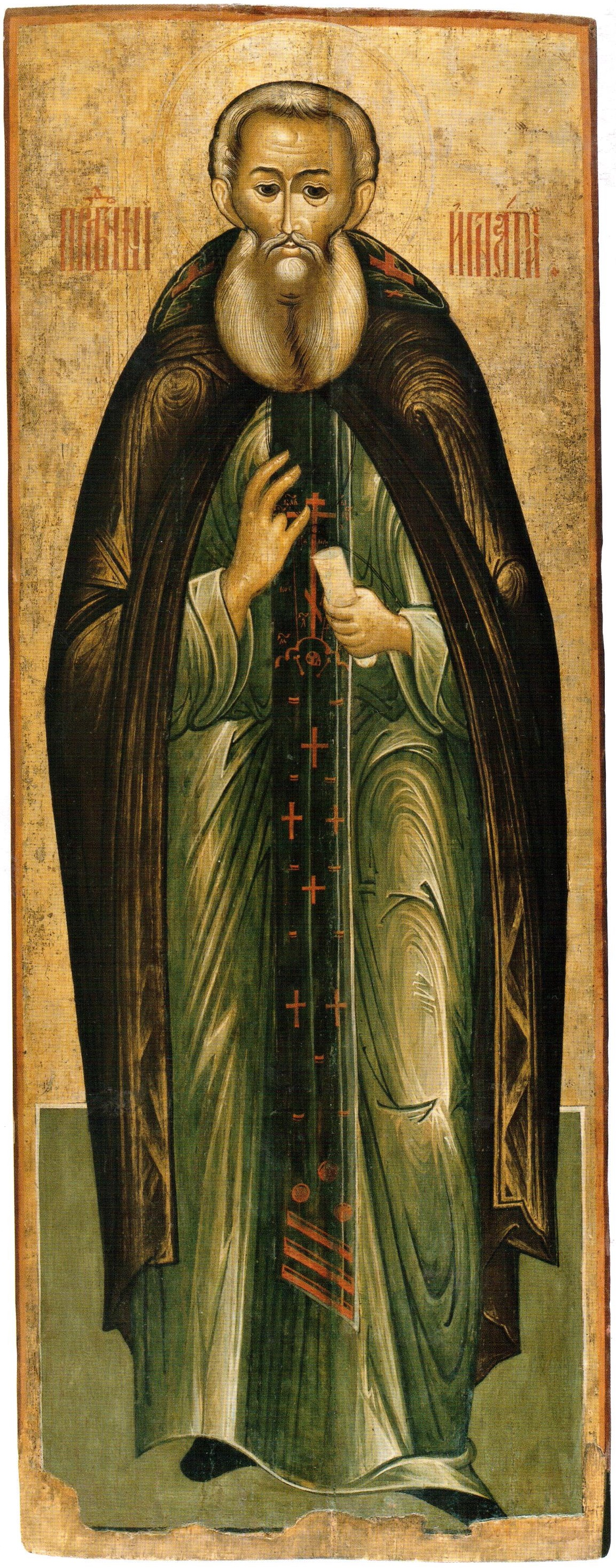
Икона XVIII в.

Игна́тий (умер в 1591 году в Ломской пустыни, на месте которой сейчас деревня Спас-Лом) — православный святой, почитается в лике преподобных, память совершается (по юлианскому календарю) 23 мая (Собор Ростовских святых) и 28 декабря. Основал Спасскую на Лому пустынь.

## Жизнеописание
Составитель Жития сообщает, что «на место, идеже ныне монастырь стоит», пришли иноки Игнатий и Иоаким, но откуда — не известно. Игнатий основал пустынь приз города Ломска, а Иоаким отправился дальше: «и преиде реку Сару от того монастыря едино поприще, и ту нача жительствовати… и близ того монастыря над Даровицею рекою на брегу из земли течет кладезь... на тот кладязь ходят для здравия, тою водою умываются и ея пьют». Название одного из селений, Якимово, местные жители в XIX веке связывали с Иоакимом — по преданию, на пути вдоль реки Даровицы он оставлял плетеные лапти, а путники ему оставляли за них хлеб.
Житие преподобного Игнатия сохранилось в списке 1-й половины XVIII века (РНБ. Колоб. № 643), в «Описании о российских святых» («Града Вологды святые») и в «Повести о российских чудотворцах». Житие, служба и Похвальное слово преподобному были, вероятно, составлены в начале 60-х годов XVII века, в годы управления пустынью строителем Иоанном Нероновым.